# Le Château hanté
Pour plus de détails, voir Fiche technique et Distribution.
Le Château hanté (The Wearing of the Grin) est un court métrage d'animation de la série américaine Looney Tunes réalisé par Chuck Jones, produit par les Leon Schlesinger Productions et sorti en 1951.

## Synopsis
Pris dans une tempête en Irlande, Porky Pig décide de passer la nuit dans un vieux château. Arrivés sur les lieux, il fait la rencontre d'un gardien qui lui dit que ce château est habité par des leprechauns dont ils se faut méfier. Agacé, Porky claque la porte et se fait assommer par une masse. Le gardien, qui s'avère être un leprechaun du nom de O'Pat et son ami O'Mike se précipitent vers Porky. Soupçonnant que le porcelet veut leur voler leur trésor, ils décident de lui jouer un tour pour l'effrayer et le faire partir.